# ゾーラ族
ゾーラ族（Zora）は、任天堂のコンピュータゲーム『ゼルダの伝説』シリーズに登場する架空の種族。半魚人のような姿をしており主に水中で活動する。シリーズ初期のタイトルなどでは主人公・リンクの敵として登場しているが、『時のオカリナ』以降のシリーズ作品では、集落を作り人間と友好的に接していることも多い。

## 登場作品
ゼルダの伝説
敵として登場。水中から時々顔を出しビームで攻撃してくる。
リンクの冒険
敵として登場。本作では地上でも戦う。
ゼルダの伝説 神々のトライフォース
敵として登場するが、リンクに水かきを売る友好的な「キングゾーラ」もいる。基本的には水中から攻撃してくるが、一部の浅瀬では二足歩行で襲ってくることもある。物語中盤以降の闇の世界では、姿が変化したと思われる「クー」というモンスターが登場する。
ゼルダの伝説 時のオカリナ
本作で初めて「ゾーラ族」という種族名が登場し、以降のシリーズ作品でも用いられるようになる。
ハイラル王国を流れるゾーラ川の上流にある集落「ゾーラの里」で暮らし、王であるキングゾーラが治めている。キングゾーラと娘の王女・ルトのみ、語尾に「ゾラ」と付けて話す。里の「ゾーラの泉」に住む巨大魚「ジャブジャブ様」を守り神として崇めている。
ハイラル城下町にある「しあわせのお面屋」ではゾーラ族の顔を模したお面を貸し出している。
ゼルダの伝説 ムジュラの仮面
物語の舞台となる世界「タルミナ」の西部に位置するグレートベイ地方の海岸で「ゾーラホール」という集落を作っている。ゾーラ族たちで結成されたバンド「ダル・ブルー」は種族を超えた人気がある。
なお、本作で卵生生殖を行うことが明らかとなった。
また、リンクが「ゾーラの仮面」を被ることにより、ゾーラ族の姿をした「ゾーラリンク」に変身できる。
ゼルダの伝説 ふしぎの木の実 大地の章 / 時空の章
両バージョンで敵として登場するほか、「時空の章」では、物語の舞台となる世界「ラブレンヌ」の南西の海域にある「ゾーラの里」で暮らしている。リンクに敵対するゾーラは「川ゾーラ」、友好的なゾーラは「海ゾーラ」として明確に区別されており、後者はキングゾーラが治める。
ゼルダの伝説 風のタクト
「大地の賢者」であるラルトが霊体の姿で登場。ラルト以外のゾーラ族は登場しない。
本作は『時のオカリナ』から数百年後の時代の物語で、この間に、半魚人のような姿だったゾーラ族は、鳥のような特徴をもつ種族であるリト族に進化したとされる。
ゼルダの伝説 夢幻の砂時計
ゾーラ族そのものは登場しないが、かつてゾーラ族の女王が身につけていたとされる「ルトの冠」というアイテムが登場する。
ゼルダの伝説 トワイライトプリンセス
ハイラル王国の北に位置する「ゾーラの里」で暮らしている。かつては女王・ルテラが里を治めていたが、ハイラル王国の支配をもくろむザント軍の侵略を受けて女王を失い、統治者のいない状態が続いている。
ゾーラ族の兵士は兜を被り、魚の形を模した斧を持っている。
ゼルダの伝説 大地の汽笛
ゾーラ族そのものは登場しないが、『夢幻の砂時計』と同様に「ルトの冠」というアイテムが登場する。
ゼルダの伝説 神々のトライフォース2
リンクに敵対する種族と友好的な種族の2種類がおり、ともにほとんど同じ姿をしている。ハイラル王国の北東に位置する「ゾーラの里」は女王のオーレンによって治められている。オーレン以外は語尾に「ゾラ」と付けて話す。
ゼルダ無双
ハイラル王国に侵攻する魔女・シアによって、『時のオカリナ』のルトが召喚される。
ゼルダの伝説 ブレス オブ ザ ワイルド
ラネール地方に里を構えて暮らしており、ハイリア人よりも長寿であることや電気に弱いということも判明している。また、本作ではゾーラ族から進化したとされるリト族も登場している。

## 主なキャラクター
キングゾーラ
巨大な体をもつゾーラ。複数の作品に登場するがそれぞれ別の存在。『神々のトライフォース』を除き、ゾーラ族の集落「ゾーラの里」を治める王として登場する。
『神々のトライフォース』
関西弁のような言葉で話す。リンクに対し水かきを販売する。
『時のオカリナ』
本名は「キングゾーラ・ド・ボン・16世」。ゴロン族のダイゴロンとは昔からの友人。
『ふしぎの木の実 時空の章』
今と昔でそれぞれのキングゾーラが登場。昔のキングゾーラは謎の海水汚染の影響で瀕死の状態に陥っており、助けると今のキングゾーラが復活する。
ルト
声 - 水沢潤（時のオカリナ） / 中上育実（ゼルダ無双）
『時のオカリナ』に登場。ゾーラ族の王女。おてんばな性格。
ジャブジャブ様の体内に取り残された際に助けられて以降、リンクに好意を抱くようになる。それから7年が経過し大人になった頃、ゾーラの里が氷漬けになってしまった事態を受けて元凶の「水の神殿」に単身で向かい、その後「水の賢者」として目覚める。
『ゼルダ無双』ではプレイヤーキャラクターとして登場。偽ゼルダに洗脳されたダルニアに捕まっていたが、ダルニアが正気に戻ると解放されハイラル軍に加わった。この作品ではダルニアとセットで描かれることが多く、一部のストーリーでもコンビを組んで行動することもある。ストーリーを描いたレジェンドモードでは操作キャラクターとして選ぶことはできない。コスチュームを変更することで『ムジュラの仮面』のルル風の格好になれる。
ミカウ
『ムジュラの仮面』に登場。ゾーラ族のバンド「ダル・ブルー」のギタリスト。
バンドのボーカルを務めるルルとは恋人同士。そのルルが産み落とした卵を奪った海賊を追いかけるが返り討ちにあい、リンクに事の顛末を語ったのちに力尽きる。
ルル
『ムジュラの仮面』に登場。「ダル・ブルー」のボーカル。『時のオカリナ』の大人時代のルトに似ている。
グレートベイに謎の霧が発生した直後に卵を産み、同時に声を失ってしまう。海賊のもとへ向かったミカウの安否を心配し、浜辺で佇んでいる。
ジャパス
『ムジュラの仮面』に登場。「ダル・ブルー」のベーシスト。クールな性格。リーダーのエバンに内緒でミカウとセッションをしていた。
エバン
『ムジュラの仮面』に登場。「ダル・ブルー」のキーボーディスト兼リーダー。プライドが高く、ミカウとジャパスが作ったギターフレーズを認めようとしない。
ディジョ
『ムジュラの仮面』に登場。「ダル・ブルー」のドラマー。肥満体型。心優しい性格。ミカウのルームメイトで、ミカウの留守中に部屋の階段を誤って壊してしまう。
トト
『ムジュラの仮面』に登場。「ダル・ブルー」のマネージャー。『時のオカリナ』のキングゾーラを小さくしたような姿をしている。
ルルの声が出なくなってしまったため、予定していた興行が取りやめになり、落ち込んでいる。
ラルト
『風のタクト』に登場。かつての「大地の賢者」。
「大地の神殿」に安置された退魔の剣「マスターソード」に祈りを捧げていたところ、世界の支配をもくろむガノンドロフの配下、ジャイ・ハーラに襲われ命を落とす。しかしその後も霊体となって神殿に残り、自らの使命を継承する者の訪れを待っている。
ルテラ
『トワイライトプリンセス』に登場。かつてゾーラの里を治めていたゾーラ族の女王。
ゾーラの里がザント軍に襲撃された際に、見せしめとして処刑されてしまう。その後、霊の姿となってリンクの前に現れ、息子のラルスを助けるよう依頼する。
ラルス
『トワイライトプリンセス』に登場。ゾーラ族の王子。ルテラの息子。
襲撃を受けたゾーラの里の窮状を伝えるべくハイラル城へ向かう途上で魔物に襲われ行き倒れるが、一命を取り留める。後に母の跡を継いでゾーラの里の王となることを決意する。
オーレン
『神々のトライフォース2』に登場。ゾーラの里を治めるゾーラ族の女王。
本来は美しい姿だが、自身の力の源である「スベスベ石」を盗まれたことにより太った姿へと変貌してしまう。後に、ハイラル王国に侵攻する司祭・ユガの魔術によって姿を絵画に変えられ「水のほこら」に封印されるが、解放後は賢者として覚醒する。
ミファー
声 - 一色まゆ
『ブレス オブ ザ ワイルド』に登場。神獣ヴァ・ルッタを操るゾーラ族の英傑で、同作におけるゾーラ族の王女。リンクに淡い恋心を抱いている。100年前の大厄災の時、水のカースガノンに襲われ命を落とした。リンクに魂を解放された後は、リンクに加護を与えるとともにヴァ・ルッタを操りリンクに協力する。
『厄災の黙示録』では神獣の繰り手として厄災ガノン討伐に参戦する。
シド
声 - 大西弘祐
『ブレス オブ ザ ワイルド』に登場。ミファーの弟で、同作におけるゾーラ族の王子。快活で誠実な性格で、若者を中心に支持されている。大厄災の時はまだ幼かったためミファーやリンクについての記憶はおぼろげである。ヴァ・ルッタによる大雨を止めるため、リンクに協力を要請した。
『厄災の黙示録』では未来から来たガーディアンの力で過去へと遡りミファーらに協力する。
ドレファン
『ブレス オブ ザ ワイルド』に登場。ミファーとシドの父親で、同作におけるゾーラ族の王。
ムズリ
『ブレス オブ ザ ワイルド』に登場。ミファーの教育係を務めていた老人のゾーラ族。